# Teorija informacij
Teoríja informácij je veja uporabne matematike in elektrotehnike, ki se ukvarja z informacijami in njihovimi merljivostmi. Matematične osnove teorije sta razvila Ralph Hartley in Claude Elwood Shannon. Shannon je našel osnovne meje stiskanja in varnega hranjenja in prenašanja podatkov. Teorija se je od začetne razširila in našla uporabe na mnogih drugih področjih, kot so: statistično sklepanje, obdelava naravnih jezikov, kriptografija v splošnem, mreže poleg komunikacijskih mrež, na primer v nevrobiologiji, evoluciji, kot funkciji molekulskih kod, izbire modelov in ekologije, termodinamika, kvantno računanje, zaznava plagiatov in druge oblike analize podatkov.